# AndApp
AndApp là một dịch vụ được điều hành bởi DeNA Co., Ltd để chơi các ứng dụng điện thoại thông minh trên PC. Bằng cách liên kết dữ liệu của ứng dụng trò chơi tương ứng cho điện thoại thông minh, máy tính cá nhân có thể chơi cùng một dữ liệu trong liên kết này.

## Tóm tắt
Nó là một nền tảng có thể chơi các trò chơi điện thoại thông minh trên PC, với chủ đề là "Smartphone App có thể chơi trên PC !!".
Nếu trò chơi smartphone bạn chơi tương thích với AndApp, thì có thể liên kết dữ liệu với PC, mà không gặp vấn đề về hiệu năng và khả năng truyền dữ liệu.
Dịch vụ bắt đầu vào tháng 5 năm 2016 và các trò chơi dành cho điện thoại thông minh như Granblue Fantasy, Alternative Girls và Phantom contract Cryptract tương thích với AndApp.

## Sử dụng
Khi sử dụng AndApp, bạn chỉ cần tải xuống ứng dụng trò chơi dành riêng cho AndApp. (Không cần đăng ký thành viên để sử dụng).
Trong trang của ứng dụng đó, Twitter và YouTube liên quan đến trò chơi được thu thập trong danh sách và các tính năng như memo pad cũng được tải.
Hơn nữa, điểm AndApp được tặng bằng cách khởi động ứng dụng trò chơi và sự dụng tiền trong trò chơi và các điểm tích lũy này có thể được chuyển đổi thành xu Mobga.
Mặc dù hiện tại AndApp đang hỗ trợ Windows, nhưng phiên bản cho Mac đang được phát triển.
Người dùng có thể nhận xét về ứng dụng được hỗ trợ và chức năng mà họ muốn AndApp xử lý từ bây giờ trên Twitter bằng hashtag "#AndApp要望".

## Các ứng dụng được hỗ trợ
- Granblue Fantasy
- The Idolm@ster Cinderella Girls
- The idolm@ster Side M
- Alternative Girls
- Phantom contract Cryptract
- Elemental story
- TERRA BATTLE
- ゆるドラシル
- Merc Storia: Yujutsushi cho Suzu no Shirabe
- ビーナスイレブンびびっど！
- ZOIDS FIELD OF REBELLION
- Re:Monster（リ・モンスター）〜ゴブリン転生記〜
- 刻のイシュタリア
- クイズシューティング 不思議のコロナ王国
- Metal Saga: The Ark of Wastes ~